# Graniczna Placówka Kontrolna Owsiszcze
Graniczna Placówka Kontrolna Owsiszcze – nieistniejący obecnie pododdział Wojsk Ochrony Pogranicza wykonujący kontrolę graniczną osób, towarów i środków transportu bezpośrednio w przejściach granicznych na granicy polsko-czechosłowackiej.

## Formowanie i zmiany organizacyjne
W październiku 1945 Naczelny Dowódca WP nakazywał sformować na granicy państwowej 51 przejściowych punktów kontrolnych.
Graniczna Placówka Kontrolna Pilszcz powstała w 1945 jako kolejowy Przejściowy Punkt Kontrolny (PPK Pilszcz) – III kategorii o etacie nr 8/12 . Obsada PPK składała się z 10 żołnierzy i 1 pracownik cywilny.
W 1946 przejściowy punkt kontrolny został przeformowany do kategorii D według etatu nr 7/12, w 1947 przyjął nazwę granicznej placówki kontrolnej WOP. W 1948 nastąpiła kolejna reorganizacja Wojsk Ochrony Pogranicza. Oddziały WOP przeformowano w brygady Ochrony Pogranicza, a GPK WOP Pilszcz przemianowano na Graniczną Placówkę Ochrony Pogranicza kategorii D, przeformowano według etatu nr 7/54 i przeniesiono do miejscowości Owsiszcze. W 1950 przeformowana została na etat nr 096/27.
Graniczna Placówka Kontrolna Owsiszcze została rozformowana w 1952 .

## Ochrona granicy
Podległe przejścia graniczne:
- Pilszcz-Opawa (kolejowe) – do 1948
- Owsiszcze-Píšť – od 1948.